# Ahmad Hassan Abdullah
Ahmad Hassan Abdullah, nato Albert Chepkurui (Kaptarakwa, 29 agosto 1981), è un mezzofondista keniota naturalizzato qatariota, detentore del record asiatico dei 10000 metri piani.

## Biografia
Come molti mezzofondisti kenioti, nel 2002 assume la nazionalità di un paese arabo, in questo caso il Qatar, cambiando il suo nome per motivi religiosi.

## Record asiatici
- 10000 metri piani: 26'38"76 ( Bruxelles, 5 settembre 2003)

## Palmarès
| Anno                        | Manifestazione             | Sede          | Evento        | Risultato | Prestazione | Note                                     |
| --------------------------- | -------------------------- | ------------- | ------------- | --------- | ----------- | ---------------------------------------- |
| In rappresentanza del Kenya |                            |               |               |           |             |                                          |
| 2001                        | Goodwill Games             | Brisbane      | 10000 m piani | Bronzo    | 28'45"64    | [ 1 ]                                    |
| 2002                        | Mondiali di cross          | Dublino       | Corsa lunga   | 6º        | 35'32"      |                                          |
| 2002                        | Mondiali di cross          | Dublino       | A squadre     | Oro       |             |                                          |
| In rappresentanza del Qatar |                            |               |               |           |             |                                          |
| 2003                        | Campionati asiatici        | Manila        | 10000 m piani | Oro       | 28'45"64    | [ 2 ]                                    |
| 2004                        | Mondiali di cross          | Bruxelles     | Corsa breve   | 4º        | 11'44"      |                                          |
| 2004                        | Mondiali di cross          | Bruxelles     | A squadre     | Argento   |             |                                          |
| 2004                        | Mondiali di mezza maratona | Nuova Delhi   | Individuale   | Bronzo    | 1h02'36"    | Record nazionale                         |
| 2005                        | Mondiali di cross          | Saint-Étienne | Corsa breve   | 8º        | 11'46"      |                                          |
| 2005                        | Mondiali di cross          | Saint-Étienne | A squadre     | Bronzo    |             |                                          |
| 2005                        | Mondiali di cross          | Saint-Étienne | Corsa lunga   | Bronzo    | 35'34"      |                                          |
| 2005                        | Mondiali di cross          | Saint-Étienne | A squadre     | Bronzo    |             |                                          |
| 2007                        | Mondiali                   | Osaka         | 10000 m piani | dnf       | dnf         |                                          |
| 2008                        | Giochi olimpici            | Pechino       | 10000 m piani | 8º        | 27'23"75    | Miglior prestazione personale stagionale |
| 2009                        | Mondiali                   | Berlino       | 10000 m piani | 13º       | 28'04"32    | Miglior prestazione personale stagionale |

## Altre competizioni internazionali
2001
- Argento alla Parelloop ( Brunssum) - 28'12"
- Oro a La Courneuve 10 km ( La Courneuve) - 27'31"

2002
- Bronzo al Memorial Peppe Greco ( Scicli) - 28'41"
- Argento a La Courneuve 10 km ( La Courneuve) - 27'54"
- Argento alla Swansea 10 km ( Swansea) - 27'50"
- Argento alla Green Bay Bellin Run ( Green Bay) - 28'32"
- 5º alla Carlsbad 5000 ( Carlsbad) - 13'37"

2003
- 9º alla World Athletics Final ( Monaco), 5000 m piani - 13'37"44
- 5º alla Würzburg Residenzlauf ( Würzburg) - 28'14"
- 6º alla New Orleans Crescent City Classic ( New Orleans) - 28'23"
- Oro alla London The British 10K ( Londra) - 28'12"
- Oro alla Green Bay Bellin Run ( Green Bay) - 28'56"
- 8º alla Carlsbad 5000 ( Carlsbad) - 13'36"
- Oro al Cross Zornotza ( Amorebieta-Etxano) - 32'18"

2004
- 6º alla World Athletics Final ( Monaco), 5000 m piani - 13'12"60

2005
- Oro al Cross Zornotza ( Amorebieta-Etxano) - 32'13"

2008
- Argento alla Great Ireland Run ( Dublino) - 28'36"

2012
- 5º alla Maratona di Amburgo ( Amburgo) - 2h08'36"
- 5º alla Parelloop ( Brunssum) - 28'02"